# Campionati italiani assoluti di atletica leggera 2021
I CXI campionati italiani assoluti di atletica leggera, si sono tenuti a Rovereto, presso lo Stadio Quercia, dal 25 al 27 giugno 2021.
I titoli di campioni italiani della marcia 50 km per gli uomini e 35 km per le donne sono stati assegnati il 23 gennaio a Ostia, mentre quelli dei 10 000 metri piani sono stati assegnati a Molfetta il 2 maggio, insieme a quelli per la categoria Promesse. Il campionato italiano di corsa campestre si è tenuto il 14 marzo a Campi Bisenzio, mentre il campionato italiano dei 10 km su strada si è svolto il 10 ottobre a Forlì. Infine, i titoli nella maratonina sono stati assegnati il 7 novembre a Roma e quelli nella maratona a Reggio Emilia il 12 dicembre.

## Risultati

### Le gare del 25-27 giugno a Rovereto

#### Uomini
| Specialità                                                                              | Oro                                                                                               | Prestazione             | Argento                                                                                    | Prestazione             | Bronzo                                                                               | Prestazione             |
| Corse                                                                                   |                                                                                                   |                         |                                                                                            |                         |                                                                                      |                         |
| 100 m vento: −1,0 m/s                                                                   | Marcell Jacobs Gruppo Sportivo Fiamme Oro                                                         | 10"01                   | Matteo Melluzzo Gruppi Sportivi Fiamme Gialle                                              | 10"34                   | Andrei Alexandru Zlatan La Fratellanza 1874                                          | 10"35                   |
| 200 m vento: −1,8 m/s                                                                   | Fausto Desalu Gruppi Sportivi Fiamme Gialle                                                       | 20"38                   | Antonio Infantino Athletic Club 96 Alperia                                                 | 20"96                   | Federico Guglielmi Atletica Biotekna                                                 | 21"04                   |
| 400 m                                                                                   | Edoardo Scotti Centro Sportivo Carabinieri                                                        | 46"13                   | Vladimir Aceti Gruppi Sportivi Fiamme Gialle                                               | 46"21                   | Davide Re Gruppi Sportivi Fiamme Gialle                                              | 46"27                   |
| 800 m                                                                                   | Simone Barontini Gruppo Sportivo Fiamme Azzurre                                                   | 1'46"13                 | Francesco Conti Atletica Imola Sacmi AVIS                                                  | 1'46"87                 | Abdelhakim Elliasmine Atletica Bergamo 1959 Oriocenter                               | 1'46"89                 |
| 1500 m                                                                                  | Mohamed Zerrad Atletica Biotekna                                                                  | 3'39"31                 | David Nikolli Caivano Runners                                                              | 3'39"55                 | Pietro Arese Gruppi Sportivi Fiamme Gialle                                           | 3'40"48                 |
| 5000 m                                                                                  | Pietro Riva Gruppo Sportivo Fiamme Oro                                                            | 13'52"38                | Mattia Padovani Atletica Lecco Colombo Costruzioni                                         | 13'54"87                | Dario De Caro Battaglio CUS Torino Atletica                                          | 13'58"37                |
| 3000 m siepi                                                                            | Ala Zoghlami Gruppo Sportivo Fiamme Oro                                                           | 8'17"65                 | Yohanes Chiappinelli Centro Sportivo Carabinieri                                           | 8'25"32                 | Giuseppe Gerratana Centro Sportivo Aeronautica Militare                              | 8'50"59                 |
| 110 m hs vento: +1,2 m/s                                                                | Paolo Dal Molin Gruppo Sportivo Fiamme Oro                                                        | 13"27                   | Hassane Fofana Gruppo Sportivo Fiamme Oro                                                  | 13"42                   | Lorenzo Perini Centro Sportivo Aeronautica Militare                                  | 13"59                   |
| 400 m hs                                                                                | Alessandro Sibilio Gruppi Sportivi Fiamme Gialle                                                  | 48"96                   | Gabriele Montefalcone Sport Race                                                           | 50"20                   | José Bencosme de Leon Gruppi Sportivi Fiamme Gialle                                  | 50"74                   |
| Marcia 10 km                                                                            | Francesco Fortunato Gruppi Sportivi Fiamme Gialle                                                 | 40'02"                  | Gianluca Picchiottino Gruppi Sportivi Fiamme Gialle                                        | 40'17"                  | Federico Tontodonati Centro Sportivo Aeronautica Militare                            | 40'27" ~                |
| Staffetta 4×100 m                                                                       | Atletica Riccardi Alessandro Malvezzi Simone Tanzilli Diego Marani Hillary Wanderson Polanco Rijo | 40"16                   | OSA Saronno Libertas Riccardo Sala Filippo Cappelletti Edoardo Luraschi Lorenzo Donati     | 40"53                   | Atletica Biotekna Loris Tonella Edoardo Calderaro Federico Guglielmi Andrea Federici | 40"58                   |
| Staffetta 4×400 m                                                                       | Gruppo Sportivo Fiamme Azzurre Lorenzo Benati Simone Barontini Lorenzo Veroli Brayan Lopez        | 3'09"88                 | Atletica Riccardi Milano 1946 Mario Lambrughi Amedeo Perazzo Simone Di Nunno Andrea Romani | 3'11"84                 | CUS Pro Patria Milano Andrea Blesio Andrea Panassidi Fabio Olivieri Mattia Casarico  | 3'11"85                 |
| Salti                                                                                   |                                                                                                   |                         |                                                                                            |                         |                                                                                      |                         |
| Salto in alto                                                                           | Marco Fassinotti Centro Sportivo Aeronautica Militare                                             | 2,26 m                  | Stefano Sottile Gruppo Sportivo Fiamme Azzurre                                             | 2,20 m                  | Eugenio Meloni Centro Sportivo Carabinieri                                           | 2,16 m                  |
| Salto con l'asta                                                                        | Ivan De Angelis Gruppi Sportivi Fiamme Gialle                                                     | 5,50 m                  | Matteo Capello SAF Atletica Piemonte                                                       | 5,40 m                  | Alessandro Sinno Centro Sportivo Aeronautica Militare                                | 5,30 m                  |
| Salto in lungo                                                                          | Filippo Randazzo Gruppi Sportivi Fiamme Gialle                                                    | 7,94 m vento: +2,6 m/s  | Gabriele Chilà Gruppi Sportivi Fiamme Gialle                                               | 7,76 m vento: +3,1 m/s  | Mohamed Reda Chahboun Atletica Libertas Unicusano Livorno                            | 7,62 m vento: +2,2 m/s  |
| Salto triplo                                                                            | Tobia Bocchi Centro Sportivo Carabinieri                                                          | 17,14 m vento: +0,1 m/s | Emmanuel Ihemeje Atletica Estrada                                                          | 16,65 m vento: +0,3 m/s | Edoardo Accetta Atletica Virtus Lucca                                                | 16,41 m vento: -0,3 m/s |
| Lanci                                                                                   |                                                                                                   |                         |                                                                                            |                         |                                                                                      |                         |
| Getto del peso                                                                          | Nick Ponzio Athletic Club 96 Alperia                                                              | 20,78 m                 | Zane Weir Enterprise Sport & Service                                                       | 20,43 m                 | Leonardo Fabbri Centro Sportivo Aeronautica Militare                                 | 20,29 m                 |
| Lancio del disco                                                                        | Giovanni Faloci Gruppi Sportivi Fiamme Gialle                                                     | 60,10 m                 | Nazzareno Di Marco Gruppo Sportivo Fiamme Oro                                              | 58,65 m                 | Alessio Mannucci Centro Sportivo Aeronautica Militare                                | 57,53 m                 |
| Lancio del martello                                                                     | Marco Lingua Marco Lingua 4ever                                                                   | 74,27 m                 | Giorgio Olivieri Centro Sportivo Carabinieri                                               | 74,22 m                 | Simone Falloni Centro Sportivo Aeronautica Militare                                  | 72,83 m                 |
| Lancio del giavellotto                                                                  | Roberto Orlando Atletica Virtus Lucca                                                             | 80,35 m                 | Norbert Bonvecchio Atletica Trento                                                         | 71,83 m                 | Giovanni Bellini Atletica Studentesca Rieti Andrea Milardi                           | 69,85 m                 |
| record dei campionati; record nazionale; record personale; record personale stagionale. |                                                                                                   |                         |                                                                                            |                         |                                                                                      |                         |

#### Donne
| Specialità                                                                              | Oro                                                                                     | Prestazione             | Argento                                                                                         | Prestazione             | Bronzo                                                                                  | Prestazione             |
| Corse                                                                                   |                                                                                         |                         |                                                                                                 |                         |                                                                                         |                         |
| 100 m vento: −0,1 m/s                                                                   | Anna Bongiorni Centro Sportivo Carabinieri                                              | 11"27                   | Gloria Hooper Centro Sportivo Carabinieri                                                       | 11"37                   | Vittoria Fontana Centro Sportivo Carabinieri                                            | 11"46                   |
| 200 m vento: +0,1 m                                                                     | Dalia Kaddari Gruppo Sportivo Fiamme Oro                                                | 22"89                   | Anna Bongiorni Centro Sportivo Carabinieri                                                      | 23"18                   | Irene Siragusa Centro Sportivo Esercito                                                 | 23"38                   |
| 400 m                                                                                   | Alice Mangione Centro Sportivo Esercito                                                 | 52"09                   | Maria Benedicta Chigbolu Centro Sportivo Esercito                                               | 52"90                   | Raphaela Lukudo Centro Sportivo Esercito                                                | 52"95                   |
| 800 m                                                                                   | Elena Bellò Gruppo Sportivo Fiamme Azzurre                                              | 2'00"44                 | Gaia Sabbatini Gruppo Sportivo Fiamme Azzurre                                                   | 2'00"75                 | Serena Troiani CUS Pro Patria Milano                                                    | 2'03"59                 |
| 1500 m                                                                                  | Nadia Battocletti Gruppo Sportivo Fiamme Azzurre                                        | 4'09"38                 | Marta Zenoni Atletica Bergamo 1959 Oriocenter                                                   | 4'09"79                 | Elisa Bortoli Centro Sportivo Esercito                                                  | 4'12"55                 |
| 5000 m                                                                                  | Anna Arnaudo Battaglio CUS Torino Atletica                                              | 15'57"69                | Gaia Colli Atletica Valle Brembana                                                              | 16'20"74                | Rebecca Lonedo Atletica Vicentina                                                       | 16'25"90                |
| 3000 m siepi                                                                            | Martina Merlo Centro Sportivo Aeronautica Militare                                      | 10'00"01                | Laura Dalla Montà Assindustria Sport                                                            | 10'17"11                | Linda Palumbo Suedtirol Team Club                                                       | 10'22"23                |
| 100 m hs vento: +1,1 m/s                                                                | Luminosa Bogliolo Gruppo Sportivo Fiamme Oro                                            | 12"90                   | Elisa Di Lazzaro Centro Sportivo Carabinieri                                                    | 13"17                   | Giulia Guarriello Atletica Guastalla Reggiolo                                           | 13"36                   |
| 400 m hs                                                                                | Eleonora Marchiando Atletica Sandro Calvesi                                             | 55"16                   | Linda Olivieri Gruppo Sportivo Fiamme Oro                                                       | 55"54                   | Yadisleidy Pedroso Centro Sportivo Aeronautica Militare                                 | 55"79                   |
| Marcia 10 km                                                                            | Nicole Colombi Centro Sportivo Carabinieri                                              | 45'36" ~ >              | Federica Curiazzi Atletica Bergamo 1959 Oriocenter                                              | 46'10"                  | Lidia Barcella Bracco Atletica                                                          | 47'37" ~                |
| Staffetta 4×100 m                                                                       | Atletica Brescia 1950 Chiara Melon Gaia Pedreschi Alessia Niotta Chiara Torrisi         | 45"42                   | Atletica Lecco Colombo Costruzioni Lisa Galluccio Clarissa Boleso Alessia Gatti Veronica Besana | 46"38                   | CUS Pro Patria Milano Linda Guizzetti Ilaria Burattin Lucrezia Lombardo Marta Amani     | 46"41                   |
| Staffetta 4×400 m                                                                       | CUS Pro Patria Milano Ilaria Burattin Serena Troiani Alexandra Troiani Virginia Troiani | 3'31"16 (societario)    | Bracco Atletica Alessandra Iezzi Giancarla Trevisan Maya Bruney Alessia Brunetti                | 3'36"44                 | Atletica Brescia 1950 Michelle Mangiapane Silvia Meletto Alexandra Almici Anna Polinari | 3'40"49                 |
| Salti                                                                                   |                                                                                         |                         |                                                                                                 |                         |                                                                                         |                         |
| Salto in alto                                                                           | Elena Vallortigara Centro Sportivo Carabinieri                                          | 1,88 m                  | Alessia Trost Gruppi Sportivi Fiamme Gialle                                                     | 1,82 m                  | Teresa Maria Rossi CUS Pro Patria Milano                                                | 1,82 m                  |
| Salto con l'asta                                                                        | Elisa Molinarolo Atletica Riviera del Brenta                                            | 4,50 m                  | Virginia Scardanzan Atletica Silca Conegliano                                                   | 4,30 m                  | Sonia Malavisi Gruppi Sportivi Fiamme Gialle                                            | 4,30 m                  |
| Salto in lungo                                                                          | Larissa Iapichino Gruppi Sportivi Fiamme Gialle                                         | 6,42 m vento: +0,4 m/s  | Laura Strati Atletica Vicentina                                                                 | 6,40 m vento: +0,1 m/s  | Elisa Naldi Atletica Virtus Lucca                                                       | 6,36 m vento: +0,7 m/s  |
| Salto triplo                                                                            | Dariya Derkach Centro Sportivo Aeronautica Militare                                     | 14,47 m vento: +0,5 m/s | Ottavia Cestonaro Centro Sportivo Carabinieri                                                   | 14,09 m vento: +0,5 m/s | Veronica Zanon Assindustria Sport                                                       | 13,21 m vento: +1,7 m/s |
| Lanci                                                                                   |                                                                                         |                         |                                                                                                 |                         |                                                                                         |                         |
| Getto del peso                                                                          | Chiara Rosa Gruppo Sportivo Fiamme Azzurre                                              | 16,79 m                 | Martina Carnevale Atletica Studentesca Rieti Andrea Milardi                                     | 15,42 m                 | Monia Cantarella CUS Perugia                                                            | 15,20 m                 |
| Lancio del disco                                                                        | Daisy Osakue Gruppi Sportivi Fiamme Gialle                                              | 61,55 m                 | Stefania Strumillo Gruppo Sportivo Fiamme Azzurre                                               | 54,56 m                 | Valentina Aniballi Centro Sportivo Esercito                                             | 52,42 m                 |
| Lancio del martello                                                                     | Sara Fantini Centro Sportivo Carabinieri                                                | 70,34 m                 | Lucia Prinetti Anzalapaya Gruppi Sportivi Fiamme Gialle                                         | 63,99 m                 | Cecilia Desideri Atletica Studentesca Rieti Andrea Milardi                              | 63,79 m                 |
| Lancio del giavellotto                                                                  | Zahra Bani Gruppo Sportivo Fiamme Azzurre                                               | 55,50 m                 | Luisa Sinigaglia Bracco Atletica                                                                | 54,79 m                 | Carolina Visca Gruppi Sportivi Fiamme Gialle                                            | 54,20 m                 |
| record dei campionati; record nazionale; record personale; record personale stagionale. |                                                                                         |                         |                                                                                                 |                         |                                                                                         |                         |

#### Campionato italiano di prove multiple
| Specialità                                                                              | Oro                                            | Prestazione | Argento                      | Prestazione | Bronzo                          | Prestazione |
| Decathlon (uomini)                                                                      | Lorenzo Modugno Polisportiva Triveneto Trieste | 7303 p.     | Simon Zandarco SV Lana Raika | 6712 p.     | Andrea Cerrato Atletica Fossano | 6548 p.     |
| Eptathlon (donne)                                                                       | Marta Giovannini Atletica Livorno              | 5496 p.     | Eleonora Ferrero CUS Genova  | 5197 p.     | Linda Pircher SV Lana Raika     | 5119 p.     |
| record dei campionati; record nazionale; record personale; record personale stagionale. |                                                |             |                              |             |                                 |             |

### La corsa campestre del 14 marzo a Campi Bisenzio
| Specialità          | Oro                                              | Prestazione | Argento                                          | Prestazione | Bronzo                                              | Prestazione |
| Uomini              |                                                  |             |                                                  |             |                                                     |             |
| Cross corto         | Ala Zoghlami Gruppo Sportivo Fiamme Oro          | 8'42"       | Daniele Dini Gruppo Sportivo Fiamme Gialle       | 8'46"       | Samuel Medolago Atletica Valle Brembana             | 8'52"       |
| Cross lungo (10 km) | Iliass Aouani Atletica Casone Noceto             | 30'49"      | Yohanes Chiappinelli Centro Sportivo Carabinieri | 30'57"      | Osama Zoghlami Centro Sportivo Aeronautica Militare | 31'09"      |
| Donne               |                                                  |             |                                                  |             |                                                     |             |
| Cross corto         | Nicole Reina Pro Patria Milano                   | 10'16"      | Micol Majori Pro Sesto Atletica                  | 10'23"      | Linda Palumbo Südtiroler Team Club                  | 10'46"      |
| Cross lungo (8 km)  | Nadia Battocletti Gruppo Sportivo Fiamme Azzurre | 29'01"      | Francesca Tommasi Centro Sportivo Esercito       | 29'04"      | Rebecca Lonedo Atletica Vicentina                   | 29'09"      |

### La marcia 50 km maschile e 35 km femminile del 23 gennaio 2021 a Ostia
| Specialità            | Oro                                                     | Prestazione  | Argento                                                | Prestazione | Bronzo                                             | Prestazione |
| Marcia 50 km (uomini) | Teodorico Caporaso Centro Sportivo Aeronautica Militare | 4h01'14" > ~ | Michele Antonelli Centro Sportivo Aeronautica Militare | 4h06'05"    | Matteo Giupponi Centro Sportivo Carabinieri        | 4h07'01" ~  |
| Marcia 35 km (donne)  | Eleonora Giorgi Gruppo Sportivo Fiamme Azzurre          | 3h00'21"     | Lidia Barcella Bracco Atletica                         | 3h02'02"    | Federica Curiazzi Atletica Bergamo 1959 Oriocenter | 3h10'57"    |

### I 10000 metri piani del 2 maggio a Molfetta
| Specialità        | Oro                                                | Prestazione | Argento                                 | Prestazione | Bronzo                                    | Prestazione |
| 10 000 m (uomini) | Iliass Aouani Atletica Casone Noceto               | 28'26"38    | Alberto Mondazzi Atletica Casone Noceto | 28'51"28    | Nekagenet Crippa Centro Sportivo Esercito | 28'53"34    |
| 10 000 m (donne)  | Martina Merlo Centro Sportivo Aeronautica Militare | 34'23"25    | Anna Arnaudo Battaglio CUS Torino       | 34'24"26    | Rebecca Lonedo Atletica Vicentina         | 34'29"53    |

### I 10 km su strada del 10 ottobre a Forlì
| Specialità     | Oro                                       | Prestazione | Argento                                          | Prestazione | Bronzo                                                  | Prestazione |
| 10 km (uomini) | Iliass Aouani Atletica Casone Noceto      | 28'24"      | Yohanes Chiappinelli Centro Sportivo Carabinieri | 28'33"      | Giuseppe Gerratana Centro Sportivo Aeronautica Militare | 28'34"      |
| 10 km (donne)  | Sofiia Yaremchuk Centro Sportivo Esercito | 32'39"      | Anna Arnaudo Battaglio CUS Torino Atletica       | 32'51"      | Rebecca Lonedo Atletica Vicentina                       | 32'59"      |

### La maratonina del 7 novembre a Roma
| Specialità                 | Oro                                       | Prestazione | Argento                                 | Prestazione | Bronzo                                 | Prestazione |
| Maratonina (uomini, 21 km) | Iliass Aouani Atletica Casone Noceto      | 1h02'57"    | Alberto Mondazzi Atletica Casone Noceto | 1h03'22     | Nadir Cavagna Atletica Valle Brembana  | 1h03'31"    |
| Maratonina (donne, 21 km)  | Giovanna Epis Centro Sportivo Carabinieri | 1h11'00"    | Rebecca Lonedo Atletica Vicentina       | 1h11'06"    | Fatna Maraoui Centro Sportivo Esercito | 1h15'32"    |

### La maratona del 12 dicembre a Reggio Emilia
| Specialità        | Oro                                             | Prestazione | Argento                                                    | Prestazione | Bronzo                                       | Prestazione |
| Maratona (uomini) | Antonino Lollo Atletica Bergamo 1959 Oriocenter | 2h16'22"    | Alessandro Giacobazzi Centro Sportivo Aeronautica Militare | 2h19'27"    | Nadir Cavagna Atletica Valle Brembana        | 2h21'08"    |
| Maratona (donne)  | Arianna Lutteri Team KM Sport                   | 2h50'09"    | Silvia Luna Grottini Team Recanati                         | 2h50'47"    | Sonia Maria Conceicao Lopes Boscaini Runners | 2h51'13"    |